# Jean-Charles Alphand
Jean-Charles Adolphe Alphand (1817 – 1891) è stato un ingegnere francese, ha preso parte, sotto la direzione del Barone Haussmann, al riassetto urbanistico della città di Parigi deciso da Napoleone III e realizzato nel periodo 1852 e 1870.

## Biografia
Egli era un ingegnere laureato alla scuola di Ponts et Chaussées e fu uno degli artefici della trasformazione urbanistica di Parigi realizzata a metà del XIX secolo dal Barone Haussmann. A detti lavori parteciparono i più insigni architetti e giardinieri del tempo fra i quali si ricordano Eugène Belgrand e Jean-Pierre Barillet-Deschamps.
Fra i lavori a cui sovraintese Jean-Charles Alphand si ricordano:

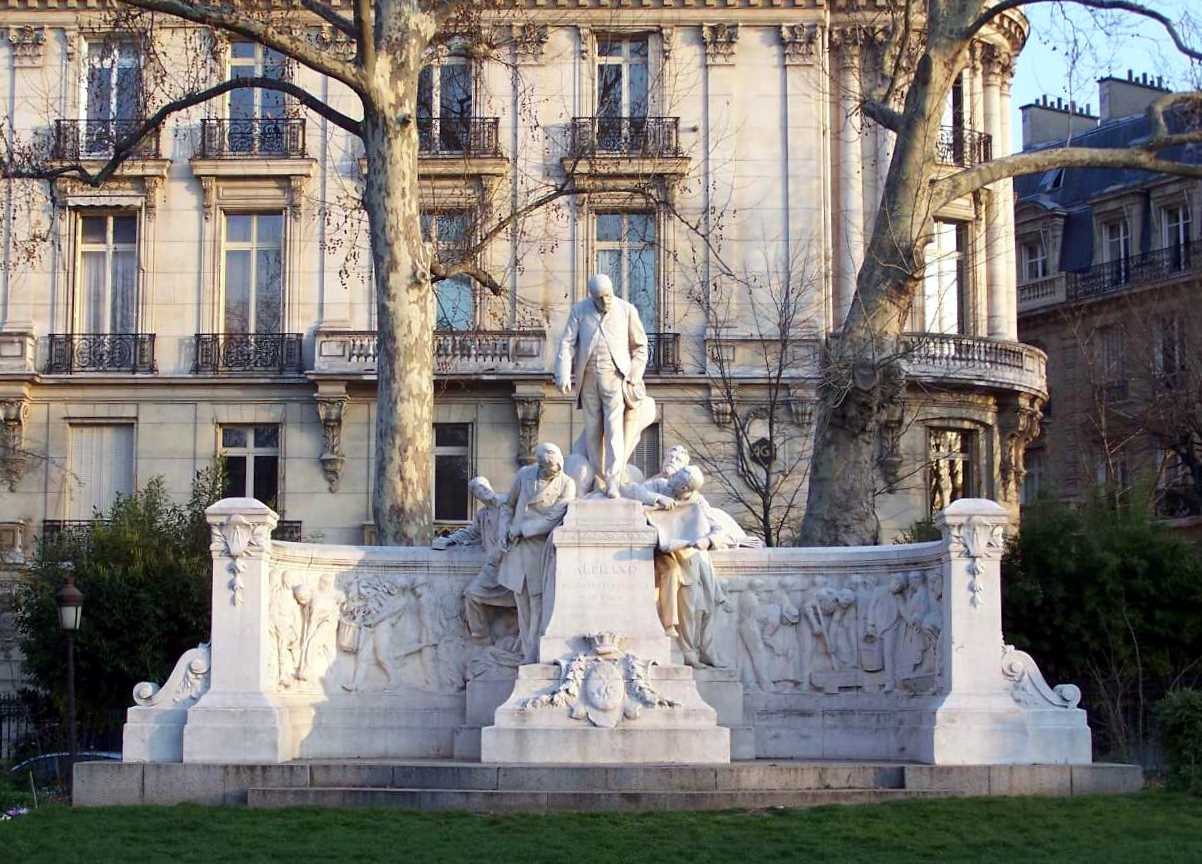
Monumento ad Alphand, in avenue Foch a Parigi.

- la square du Temple,
- l'Avenue de l'Observatoire de Paris,
- i giardini dell'Avenue des Champs-Élysées,
- il parc Monceau,
- il boulevard Richard-Lenoir,
- il bois de Vincennes,
- il parc Montsouris,
- il bois de Boulogne,
- il parc des Buttes Chaumont,
- la square des Batignolles,
- la square Santiago du Chili.
- il giardino del Ranelagh

Quando ad Haussmann succedette Léon Say, questi assegnò ad Alphand la direzione di tutti i lavori proseguendo così l'opera di Haussmann. Si occupò particolarmente delle:
- fortificazioni di Parigi,
- del giardino del Trocadéro, realizzato per l'Esposizione universale di Parigi del 1878,
- preparazione dell'Esposizione del 1889.